# 11 Freunde

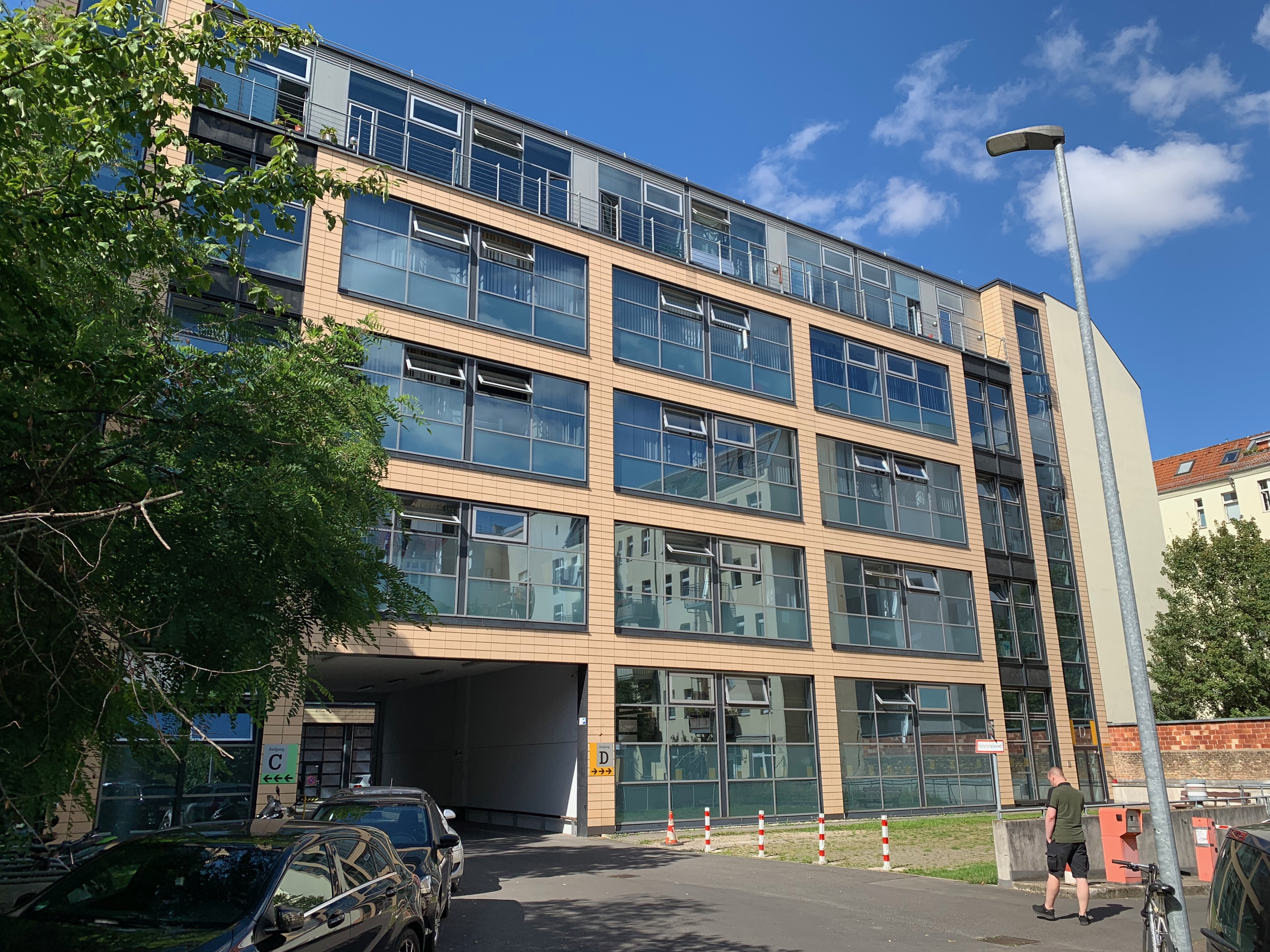
Sitz der 11-Freunde-Redaktion in Berlin

11 Freunde – Magazin für Fußballkultur (Eigenschreibweise 11FREUNDE) ist ein deutsches Fußballmagazin, das im Jahr 2000 von Philipp Köster und Reinaldo Coddou H. gegründet wurde. Es gehört seit 2023 mehrheitlich zur Spiegel-Gruppe; Sitz von Verlag und Redaktion ist Berlin.

## Geschichte
Von 2000 bis 2002 wurde das Magazin im Eigenverlag herausgegeben, von 2002 bis 2005 fungierte der Kölner Intro Verlag als Herausgeber. Seit 2005 erscheint es im 11 Freunde Verlag. Bis 2010 war Matthias Hörstmann mit 75 Prozent an dem Verlag beteiligt und Philipp Köster mit 25 Prozent, von 2010 bis 2023 hielt Gruner + Jahr 51 Prozent der Anteile. Seit 2023 hält die Spiegel-Gruppe 51 Prozent der Anteile, Herausgeber Matthias Hörstmann 33,3 Prozent der Anteile und der Chefredakteur Philipp Köster 15,7 Prozent der Anteile.

## Inhalt und Stil
11 Freunde beschäftigt sich mit Aspekten der deutschen und internationalen Fußballkultur abseits der Spielergebnisse. Es erzählt Geschichten rund um den Fußball und seine Fans, oft in humorvollem Stil. Das Magazin war eine der ersten Publikationen, die die „Wiederaneignung“ des Fußballs durch die Intellektuellen erkannten, die auf etwa Mitte der 1990er Jahre datiert wird, und die Nische von bekennenden Fußballfans und Liebhabern einer anspruchsvollen, literarischen Berichterstattung bedienten. Die Zeitschrift sieht sich selbst in der Tradition der englischen Fußballmagazine wie When Saturday Comes.
Der Name der Zeitschrift geht auf den deutschen Trainer Richard Girulatis zurück, der um 1920 erstmals den Begriff der „elf Freunde“ auf dem Fußballplatz prägte. Später adaptierte der Autor Sammy Drechsel den Spruch „Elf Freunde müsst ihr sein“ für seinen gleichnamigen Jugendbuch-Klassiker.
Innerhalb der deutschen Presselandschaft stößt 11 Freunde auf ein positives Echo. So erklärte Der Spiegel die Zeitschrift zu „Deutschlands bestem Fan-Magazin“, die Frankfurter Allgemeine Zeitung hält sie für „hierzulande einzigartig“. Der Berliner Tagesspiegel, in dem regelmäßig von der 11-Freunde-Redaktion gestaltete Sonderseiten erscheinen, bezeichnet sie als den „etwas anderen Kicker“.
Als Beilage erschienen von 2004 bis 2009 das Freizeitfußballmagazin Bolzen und von 2009 bis 2012 das Frauenfußballmagazin 11 Freundinnen. Von Juni 2016 bis Mai 2018 gab der 11 Freunde Verlag das Magazin NoSports heraus, das sich mit Sportarten abseits des Fußballs befasste.

## Mediadaten
Die verkaufte Auflage beträgt gegenwärtig 62.017 Exemplare. Sie ist seit 2005 um 25.360 Stück gestiegen. Der Anteil der Abonnements an der verkauften Auflage liegt bei 48,1 Prozent. Das Magazin erscheint seit Februar 2002 monatlich; noch bis Ende 2005 gab es für die Monate Januar/Februar und Juni/Juli jeweils eine Doppelausgabe, seitdem wird durchgehend monatlich publiziert. Die August-Ausgabe erscheint als Sonderheft zum Saisonstart der Bundesliga. Eine Ausgabe umfasst in der Regel 132 Seiten.
| 1998 | 1999 | 2000 | 2001 | 2002 | 2003 | 2004 | 2005  | 2006  | 2007  | 2008  | 2009  | 2010  | 2011  | 2012  | 2013  | 2014  | 2015  | 2016  | 2017  | 2018  | 2019  | 2020  | 2021  | 2022  | 2023  | 2024  |
| ---- | ---- | ---- | ---- | ---- | ---- | ---- | ----- | ----- | ----- | ----- | ----- | ----- | ----- | ----- | ----- | ----- | ----- | ----- | ----- | ----- | ----- | ----- | ----- | ----- | ----- | ----- |
|      |      |      |      |      |      |      | 36657 | 38469 | 53165 | 53998 | 65357 | 73122 | 70368 | 75730 | 81090 | 84708 | 82375 | 74413 | 63873 | 61720 | 64574 | 54499 | 62680 | 65467 | 62264 | 58723 |

| 1998 | 1999 | 2000 | 2001 | 2002 | 2003 | 2004 | 2005  | 2006  | 2007  | 2008  | 2009  | 2010  | 2011  | 2012  | 2013  | 2014  | 2015  | 2016  | 2017  | 2018  | 2019  | 2020  | 2021  | 2022  | 2023  | 2024  |
| ---- | ---- | ---- | ---- | ---- | ---- | ---- | ----- | ----- | ----- | ----- | ----- | ----- | ----- | ----- | ----- | ----- | ----- | ----- | ----- | ----- | ----- | ----- | ----- | ----- | ----- | ----- |
|      |      |      |      |      |      |      | 13346 | 15859 | 17303 | 20840 | 24510 | 28032 | 28966 | 31465 | 34529 | 38026 | 39174 | 39361 | 37431 | 36015 | 34593 | 34603 | 37937 | 36359 | 35269 | 29152 |

## Aktivitäten

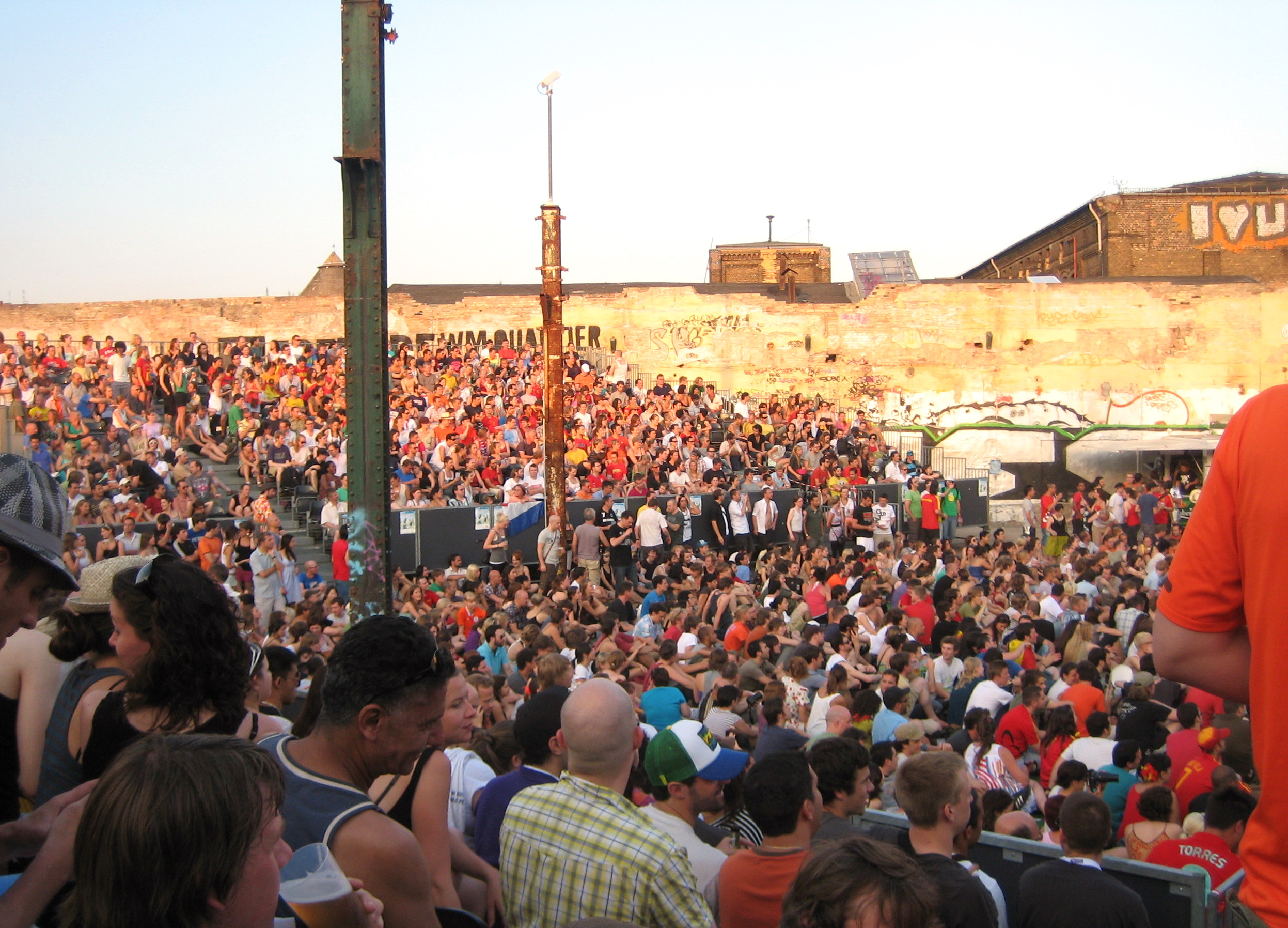
Das 11-Freunde-WM-Quartier während des Finales der Fußball-Weltmeisterschaft 2010 in Friedrichshain

11 Freunde richtet zu Welt- und Europameisterschaften in Berlin ein großes Public Viewing aus und gestaltet dazu ein Rahmenprogramm mit Diskussionsrunden. Am Tag vor dem DFB-Pokalfinale wird regelmäßig der 11-Freunde-Saisonrückblick veranstaltet, eine humorvolle Gesprächsrunde unter Leitung von Philipp Köster mit mehreren Gästen aus dem deutschen Fußball.
Von August 2014 bis August 2015 wurden im rbb fünf Folgen der Sendung 11 Freunde TV ausgestrahlt. Sie wurde von Philipp Köster und Jessy Wellmer moderiert. Im November 2017 wurde zusammen mit Audible der kostenpflichtige Podcast Wilde Liga gestartet; seit Oktober 2022 besprechen Philipp Köster und Arnd Zeigler im wöchentlichen Podcast Zeigler & Köster – Der Fußball-Podcast von 11FREUNDE aktuelle, kuriose und nostalgische Themen rund um den Fußball.

## Auszeichnungen
- 11 Freunde wurde in den Jahren 2005, 2009, 2011 und 2013 von den Sportlern bei der Wahl der besten Sportfachzeitschrift, dem Herbert-Award, jeweils hinter Sport Bild und dem Kicker zur drittbesten Sportfachzeitschrift gewählt. 2017 sowie 2021 erhielt 11 Freunde den Deutschen Sportjournalistenpreis in dieser Sparte.[12]
- 2010 erhielten die Journalisten Andreas Bock, Dirk Gieselmann, Fabian Jonas und Lucas Vogelsang den Henri-Nannen-Preis in der Kategorie Humor für den Liveticker auf 11freunde.de.[13]
- 2013 erhielten die Journalisten Andreas Bock, Johannes Ehrmann, Dirk Gieselmann, Moritz Herrmann, Fabian Jonas, Benjamin Kuhlhoff, Alex Raack und Ron Ulrich den Grimme Online Award in der Kategorie Kultur und Unterhaltung für den Liveticker auf 11freunde.de.[14]
- 2014 wurde die Redaktion von 11 Freunde als Redaktion des Jahres ausgezeichnet, weil die Zeitschrift „immer wieder neue Maßstäbe an Leselust und Fachkenntnis“ setze.[15]

## Vergleichbare Magazine
Der Ansatz, sich dem Fußball abseits von Spielergebnissen und -berichten kulturell zu nähern, wird im deutschen Sprachraum außerdem von den Fußballmagazinen Der tödliche Pass, Socrates, Ballesterer (Österreich) und Zwölf (Schweiz) verfolgt.